# La Métamorphose (Cosmos 1999)
Pour les articles homonymes, voir La Métamorphose.
La Métamorphose (titre original : The Metamorph) est le premier épisode de la saison 2 de Cosmos 1999, constituant le 25e épisode de la série. Le scénario est signé Johnny Byrne, le réalisateur est Charles Crichton. Le script est finalisé en janvier 1976 ; l'épisode est filmé fin janvier/début février 1976 et diffusé en septembre de la même année. On observera que le titre anglais a été mal traduit en français : « The Metamorph » aurait dû être traduit par « La Métamorphe » (c'est-à-dire la personne qui est capable de métamorphose : Maya).

## Contexte
En octobre 1975, au cours de la période de préproduction de la saison 2, (en) Lew Grade informe le producteur exécutif Gerry Anderson que la série Cosmos 1999 serait annulée, sauf si des changements radicaux intervenaient en ce qui concerne les personnages, les effets spéciaux, les scénarios et la réalisation. Anderson et Fred Freiberger ont donc proposé une refonte de la série pour l'adapter aux goûts du public américain. Les épisodes devaient comporter plus d'action et présenter des personnages plus jeunes et dynamiques aux côtés de Martin Landau et de Barbara Bain. On décide d'adjoindre à l'équipe une femme extraterrestre (Maya) ayant des pouvoirs de métamorphose afin de renforcer l'aspect « science-fiction » de la série. Le professeur Victor Bergman disparaît de la série, sans que sa disparition soit expliquée ni même évoquée.
Ainsi l'épisode, qui avait été écrit selon le format de la saison 1, est entièrement réécrit pour l’adapter au nouveau format de la saison 2. 

## Remarques
La date du journal de bord d'Helena Russel mentionne qu'on est au 342e jour après la sortie de l'orbite terrestre, ce qui est en contradiction avec l'épisode 23 de la saison 1 : Le Domaine du dragon, où la date de déroulement de l'action est située au 877e jour après l'expulsion de l'orbite terrestre.
L'acteur Brian Blessed qui joue le personnage de Mentor était déjà apparu dans un précédent épisode de la saison 1, sous le personnage du Dr Cabot Rowland.
L'actrice Catherine Schell qui joue le personnage de Maya était déjà apparue dans l'épisode 8 de la saison 1 : Le gardien du Piri.

## Résumé
Le journal de bord d'Helena Russel indique qu'on est au 342e jour après la sortie de l'orbite terrestre. Dans l'épisode précédent, la Lune et les Alphans ont dû faire face à la présence d'un trou noir qui les a projetés à six années-lumière de leur position initiale. Aucun blessé n'est à déplorer et la base compte 297 habitants.
Après ce bref résumé, l'épisode commence par la recherche de titanium sur une planète située au sein d'un système stellaire que traverse la Lune. Un Aigle de reconnaissance a été envoyé, avec deux astronautes à bord, Bill Fraser et Ray Torens. L'atmosphère de la planète n'est pas propice à la vie et l’activité volcanique est intense. 
Une immense boule d'énergie verte est alors détectée : elle se dirige droit vers le vaisseau spatial. Le pilote tente de lui échapper, mais en vain : l'Aigle est « happé » par la sphère d'énergie, sous le regard affolé de l'épouse de Bill Fraser, Annette. On ignore si les astronautes sont morts ou vivants. Alpha est mise en état d'alerte rouge et les défenses de la base sont activées.
C'est alors qu'un alien apparaît sur l'écran de contrôle. Il déclare s'appeler Mentor, et sa planète se nomme Psychon. Koenig le rend responsable de la disparition du vaisseau de reconnaissance, non armé de surcroît. Après une courte discussion, Koenig et Mentor trouvent un accord : ils se rencontreront dans l'espace, et Mentor relâchera les deux pilotes, qui ne sont pas blessés. Le premier vaisseau étant endommagé, l'envoi d'un second Aigle est nécessaire. Mentor suggère qu'un médecin fasse partie de l'équipe.
Peu après, le spectateur en apprend plus sur Mentor. Il est accompagné de sa fille Maya, une métamorphe qui se transforme notamment en lion, grâce à des pouvoirs de contrôle de la structure de la matière.
Aigle 4 quitte la base lunaire, avec John Koenig, Lew Picard, Helena Russell and Alan Carter. Alors qu'ils arrivent à proximité de Psychon, un vaisseau extraterrestre approche. Les appareils ne détectent aucune vie à bord, et Aigle 4 est attiré vers ce vaisseau par un champ électromagnétique. Koenig déploie l'énergie du moteur au maximum et tente de s'arracher de l'attraction du vaisseau alien. Il décide ensuite de tirer des missiles sur le vaisseau, qui se transforme en sphère d'énergie verte. Aigle 4 est contraint de se poser au fond du cratère d'un volcan de la planète. Plusieurs vaisseaux spatiaux reposent déjà au fond de ce cratère.
Alors que Mentor parle à Koenig par vidéo et lui présente les deux astronautes faits prisonniers, Fraser crie à Koenig qu'il ne faut pas croire Mentor, mais il est assommé par un garde. Mentor essaie de donner une explication plausible à cette réaction surprenante. Pendant ce temps, l'autre astronaute, Torens, subit des expériences scientifiques.
Koenig et ses trois compagnons se sont enfoncés dans les souterrains de la base de Mentor. Ils arrivent en un lieu où des extraterrestres, apparemment prisonniers et sous la surveillance de gardes, travaillent comme mineurs dans des conditions misérables. Ils semblent avoir subi un lavage de cerveau et agissent comme des machines. À leur grand effroi, ils découvrent que l'un des mineurs est leur collègue Torens.
L'hologramme de Mentor apparaît dans le tunnel. Picard lui tire dessus avec son arme laser, mais le rayon ricoche et le tue. Koenig, Russel et Carter sont faits prisonniers par des gardes de Mentor.
Koenig fait la connaissance de Maya. Elle lui apprend que Mentor et elle sont les seuls habitants de Psychon. Maya est avide de discuter avec l'humain. Koenig lui révèle les activités secrètes de son père dans les cavernes. Puis il est présenté à Mentor, dans une salle qui contient d'étranges tubes. Mentor lui explique qu'il s'agit de Psyche, un ordinateur biologique. Afin de « nourrir » Psyche, il lui met à disposition l'esprit de ses prisonniers. Tous les esclaves entraperçus dans les cavernes et tunnels ont servi à alimenter Psyche, et l'arrivée de presque 300 humains à proximité de la planète est une opportunité que Mentor ne veut manquer à aucun prix. Tant d'esprits permettraient peut-être de faire revivre sa planète.
Mentor enjoint à Koenig d'ordonner aux Alphans de quitter la base afin de se rendre sur Psychon. Il fait exploser des bombes à proximité de la base. Koenig fait mine d'obéir, mais transmet à Tony Verdeschi un code secret imposant de détruire la base de Mentor. Annette Frasier, qui se trouve au poste de commandement, exige des explications car son époux risque de mourir : Tony lui explique la situation.
L'Aigle envoyé depuis la base contient des armes nucléaires. Alors qu'il arrive près de la planète Psychon, Mentor s'en aperçoit et le fait détruire. Il contre-attaque aussitôt et envoie des bombes sur Alpha. Pendant ce temps, Maya arrive à la cellule dans laquelle Koenig a été incarcéré et a une nouvelle discussion avec lui. Koenig lui parle de Psyche et du sort tragique prévisible des humains. Maya se transforme alors en oiseau et va visiter secrètement les cavernes et tunnels souterrains. Elle comprend que Koenig a entièrement raison et que son père est un monstre égoïste. Elle va voir son père qui lui affirme qu'il est content de pouvoir détruire la base Alpha et ses occupants. Elle retourne voir Koenig, qui la supplie de les libérer afin d'éviter la mort des Alphans. Il promet que Mentor restera sain et sauf. Maya accepte et désactive le champ de force ; elle emmène Koenig au poste de commandement.
Koenig détruit alors Psyche avec un morceau de stalactite pris dans un tunnel. Mentor tente de l'en empêcher, mais en vain. Le poste de commandement est la proie d'un incendie, et la planète semble s'autodétruire. Les volcans entrent en éruption. Helena et Fraser tentent de retrouver Torens, mais celui-ci est tué dans l'éboulement d'une galerie. Mentor, pour sa part, est prisonnier des flammes. Il ordonne à Maya de quitter les lieux pour rester en vie. Maya tente de le sauver, mais sans succès. Koenig entraîne Maya vers l'endroit où Aigle 4 a été remisé.
Koenig, Russel, Carter, Fraser et Maya quittent la planète à bord du vaisseau spatial, alors que les éruptions volcaniques s'enchaînent. Le vaisseau quitte la planète, et celle-ci explose dans des jets de lumière et de rochers. Maya est effondrée par la mort brutale de son père et la disparition de sa planète. Koenig lui propose de rejoindre le poste de commandement de la base, où ses connaissances et ses talents seront précieusement employés.

## Distribution

### Personnages récurrents
- Martin Landau : commandant John Koenig
- Barbara Bain : Dr Helena Russell
- Catherine Schell : Maya
- Tony Anholt : Tony Verdeschi
- Nick Tate : pilote Alan Carter
- Zienia Merton : Sandra Benes

### Invités
- Brian Blessed : Mentor
- Anoushka Hempel : Annette Fraser
- John Hug : astronaute Bill Fraser
- Gerard Paquis : Lew Picard
- Peter Porteous : Petrov
- Nick Brimble : astronaute Ray Torens
- Anton Phillips : Dr Bob Mathias

## Novélisation
L'épisode a été adapté en roman par Mike Butterworth sous le titre Planets of Peril (1977). Le roman comporte les identités des personnages selon le script initial de 1975, avant le changement de format de la série.